# Turistdelegationen
Turistdelegationen var en statlig myndighet för strategier, statistik och samordning inom turism i Sverige, som verkade 1995–2006. 
År 2006 upphörde Turistdelegationen och dess uppdraget överfördes först till dels Verket för näringslivsutveckling, Nutek, senare från 2009 Tillväxtverket, dels Sveriges Rese- och Turistråd, senare från 1992 Visit Sweden. 